# Cristiano Dal Sasso
Cristiano Lorenzo Dal Sasso (Monza, 12 settembre 1965) è un paleontologo italiano.

## Biografia
Lavora dal 1991 per il Museo Civico di Storia Naturale di Milano. È stato coordinatore tecnico degli scavi di Besano, che hanno portato alla luce lo scheletro completo di un rettile triassico dell'ordine degli Ittiosauri, il Besanosaurus leptorhynchus, con embrioni nel ventre, pubblicato nel 1996 insieme a Giovanni Pinna (all'epoca direttore del Museo). Successivamente si è specializzato nello studio dei rettili arcosauri, guadagnando notorietà anche come divulgatore scientifico.
Ha studiato il primo dinosauro ritrovato su suolo italiano a Pietraroia (BN), e risalente al Cretaceo: Scipionyx samniticus, la cui descrizione è apparsa nel 1998 su Nature, e nel 2011 in una monografia di 300 pagine, co-autorata da un altro paleontologo italiano, Simone Maganuco. Questo piccolo dinosauro teropode, soprannominato "Ciro" in onore alla sua origine campana, rappresenta tuttora un unicum nella documentazione fossile per l'eccezionale conservazione degli organi interni e per questo ha suscitato grande interesse sui media di tutto il mondo.
Cristiano Dal Sasso ha descritto anche il primo dinosauro lombardo, chiamato informalmente "saltriosauro", il primo dinosauro sauropode italiano, soprannominato "Tito" per via della sua appartenenza ai Titanosauria, e altre nuove specie di rettili fossili, tra cui Aphanizocnemus libanensis (un lepidosauro acquatico del Cretaceo del Libano) e Razanandrongobe sakalavae (un enorme arcosauromorfo del Cretaceo del Madagascar) . Più recentemente ha creato un gruppo di studio internazionale che nel settembre 2014 ha pubblicato su Science e su National Geographic la descrizione del neotipo di Spinosaurus aegyptiacus e degli incredibili adattamenti alla vita semi-acquatica di questo enorme dinosauro predatore, rivelatosi più grande del Tyrannosaurus rex.
Nel 2018, insieme a Simone Maganuco e Andrea Cau ha descritto ufficialmente il "saltriosauro", creando il taxon Saltriovenator zanellai.

## Riconoscimenti
Nel 2003 il suo nome è stato dato ad una specie di rettile fossile del Triassico medio, Eusaurosphargis dalsassoi, trovato nel giacimento fossilifero di Besano. Nel 2025 è stato insignito del Premio Capo d'Orlando.